# Praça

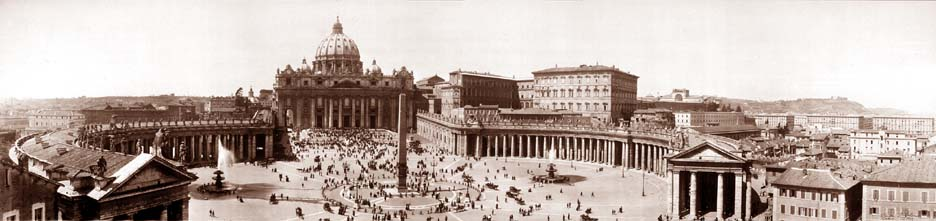
Praça de São Pedro, no Vaticano, uma das mais conhecidas e estudadas praças do mundo, projetada pelo arquiteto barroco Lorenzo Bernini.

Em uma definição bastante ampla, praça (do latim: platea) é qualquer espaço público urbano livre de edificações e que propicie convivência e/ou recreação para seus usuários. Normalmente, a apreensão do sentido de "praça" varia de população para população, de acordo com a cultura de cada lugar. Em geral, este tipo de espaço está associado à ideia de haver prioridade ao pedestre e não acessibilidade de veículos, mas esta não é uma regra. No Brasil, a ideia de praça normalmente está associada à presença de ajardinamento, sendo os espaços conhecidos por largos correspondentes à ideia que se tem de praça em países como a Itália, a Espanha e Portugal. Neste sentido, um largo é considerado uma "praça seca".
Piazza é a palavra italiana para designar uma praça, um espaço aberto dentro de uma cidade, muitas vezes usado como um mercado, na Itália.

## Tipologias
De acordo com cada sentido que a palavra praça assume, estes espaços podem ser classificados das seguintes formas:
- Praça-jardim. Espaços nos quais a contemplação da formação vegetal e a circulação são priorizadas.
- Praça seca. Largos históricos ou espaços que suportam intensa circulação de pedestres.
- Praça azul. Praças nas quais a água possui papel fundamental. Alguns belvederes e jardins de várzea possuem tal característica.
- Praça amarela. Praças em geral.

## Trajetória histórica

### A Ágora grega e oForumromano
Talvez os primeiros espaços urbanos que tenham sido intencionalmente projetados para cumprirem o papel que hoje é dado às praças sejam a ágora, para os gregos, e o forum, para os romanos. Ambos os espaços possuíam, no contexto das cidades nas quais se inseriam, um aspecto simbológico bastante importante na cultura de cada um dos povos: eram a materialização de uma certa ideia de público.

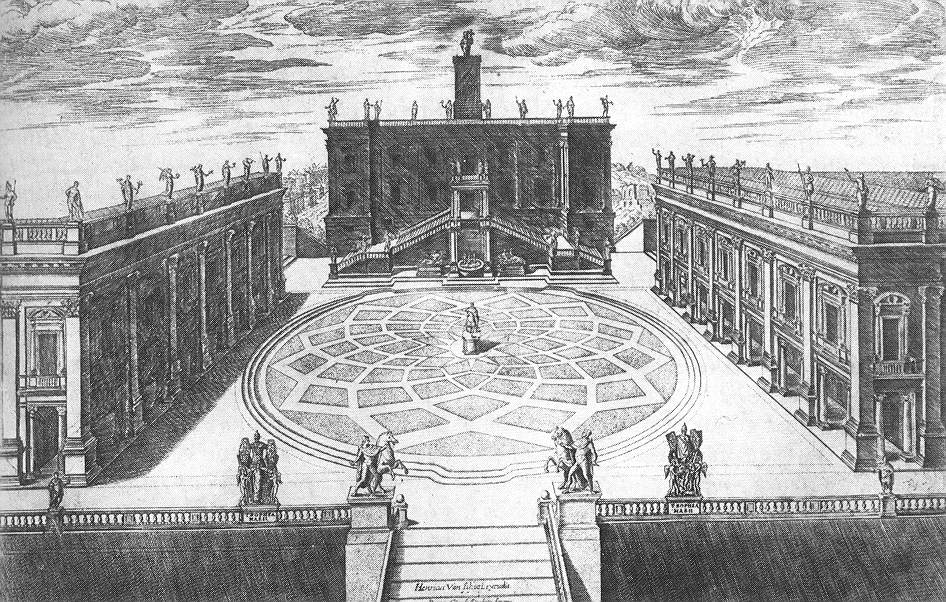
Gravura da Praça do Campidoglio, em Roma, projetada pelo arquiteto Michelangelo.

A ágora grega era o espaço no qual a limitação da esfera pública urbana estava claramente decidida: aí se praticava a democracia direta, sendo o lugar, por excelência, da discussão e do debate de ideias entre os cidadãos. A ágora normalmente se delimitava por um mercado, uma stoa e demais edifícios, sendo que dela era possível ver a acrópole, a morada dos deuses na mitologia grega. Já o fórum romano representava em si mesmo a monumentalidade do Estado, sendo que o indivíduo que por ele passasse estava espacialmente subordinado aos enormes prédios públicos que o configuravam. Diferenciava-se da ágora na medida em que o espaço de discussão não mais era a praça pública, aberta, mas o espaço fechado dos edifícios, nos quais a penetração era mais restrita.

### Praças europeias

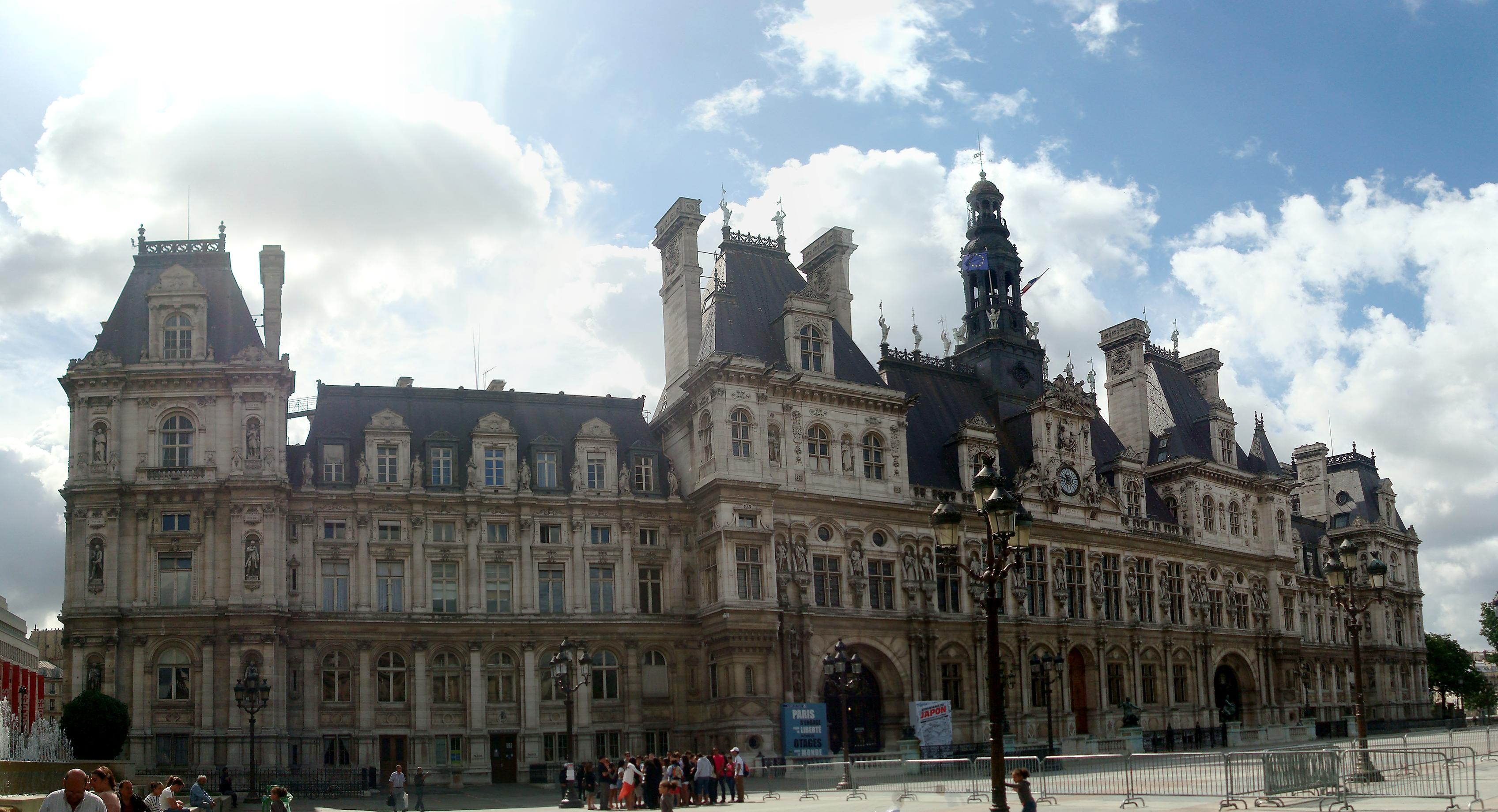
A Praça do Hôtel-de-Ville, antiga Praça de Grève (Paris)

Até meados do século XVIII o projeto de praças estava normalmente restrito ao tratamento paisagístico de grandes palácios, nem sempre inseridos no contexto urbano. Os espaços livres existentes nas cidades configuravam-se de forma não ordenada, em geral devido à existência de mercados populares ou às entradas de igrejas e catedrais. As praças que historicamente se formaram nas cidades europeias normalmente estão relacionadas com a configuração natural de um espaço livre a partir dos planos de edifícios que foram sendo construídos ao redor de construções importantes, como igrejas, catedrais e prédios públicos. Há, porém, uma série de exceções notáveis a esta constatação, especialmente durante o período barroco da arte e da urbanística europeia. Um momento de destaque, por exemplo, está relacionado ao período em que o Papa Sisto V atuou como prefeito de Roma, no qual houve um especial cuidado com o tratamento dos espaços públicos urbanos.
Durante o século XIX, com o trabalho de determinados profissionais (como Olmsted) e o desenho urbano promovido por urbanistas como Georges-Eugène Haussmann em Paris e Cerdá em Barcelona, o desenho específico de praças passa a constituir matéria própria, em paralelo à constituição formal da profissão de arquiteto paisagista (simultaneamente ao trabalho de Olmsted no desenho de sistemas de espaços livres em Boston e Nova Iorque).

## Praças no Brasil

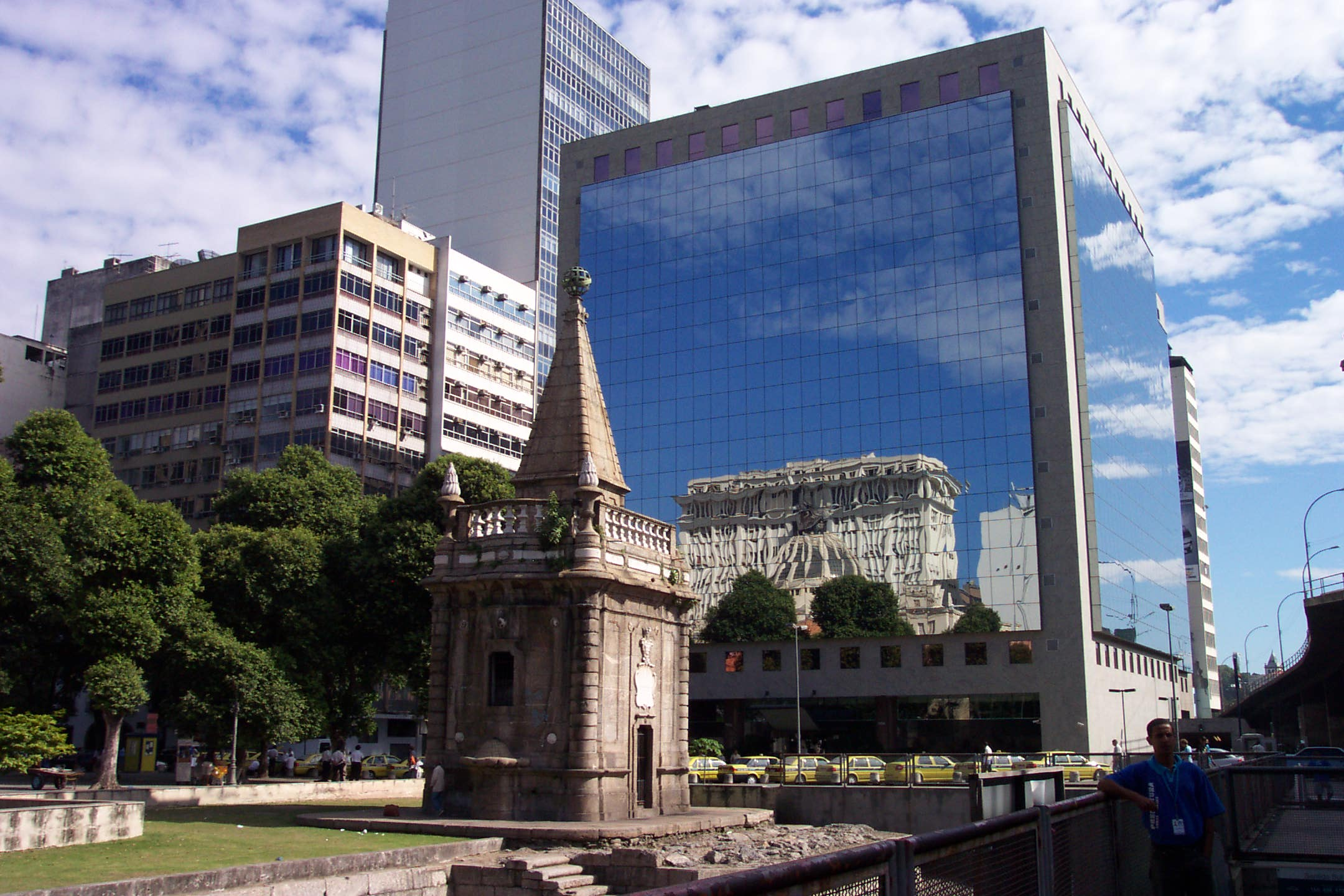
Chafariz de Mestre Valentim, na Praça XV de Novembro, no Rio de Janeiro.

No Brasil, o conceito de praça é popularmente associado às ideias de verde e de ajardinamento urbano. Por este motivo, os espaços públicos similares às praças europeias medievais, que normalmente se formaram a partir dos pátios das igrejas e mercados públicos, são comumente chamados de adros ou largos. Também por este motivo, uma série de jardins urbanos que surgem devido ao traçado viário das cidades (como as rotatórias e canteiros centrais de grandes avenidas) acaba recebendo o título legal de praça, ainda que sejam espaços de difícil acesso aos pedestres e efetivamente desqualificados como praças.
A não ser pelas praças em regiões centrais das grandes cidades, a típica praça na cidade brasileira se caracteriza, portanto, por ser bastante ocupada por vegetação e arborização. Quando ela recebe um maior tratamento, ou quando foi resultado de um projeto, ela também costuma possuir equipamentos recreativos e contemplativos (como playgrounds, recantos para estar, equipamentos para ginástica e cooper, bancos e mesas, etc).